# Klaskawa
Klaskawa is een plaats in het Poolse district  Chojnicki, woiwodschap Pommeren. De plaats maakt deel uit van de gemeente Czersk en telt 150 inwoners.